# S Broker
Die S Broker AG & Co. KG (auch Sparkassen Broker genannt) ist der zentrale Online-Broker der Sparkassen-Finanzgruppe. Das Unternehmen bietet seinen Kunden als Kreditinstitut mit Vollbanklizenz die Möglichkeit, über das Internet Online-Depots, zugehörige Verrechnungskonten zu führen und Wertpapiere zu handeln. Es bietet diesen Service sowohl Endkunden als auch Sparkassen an.

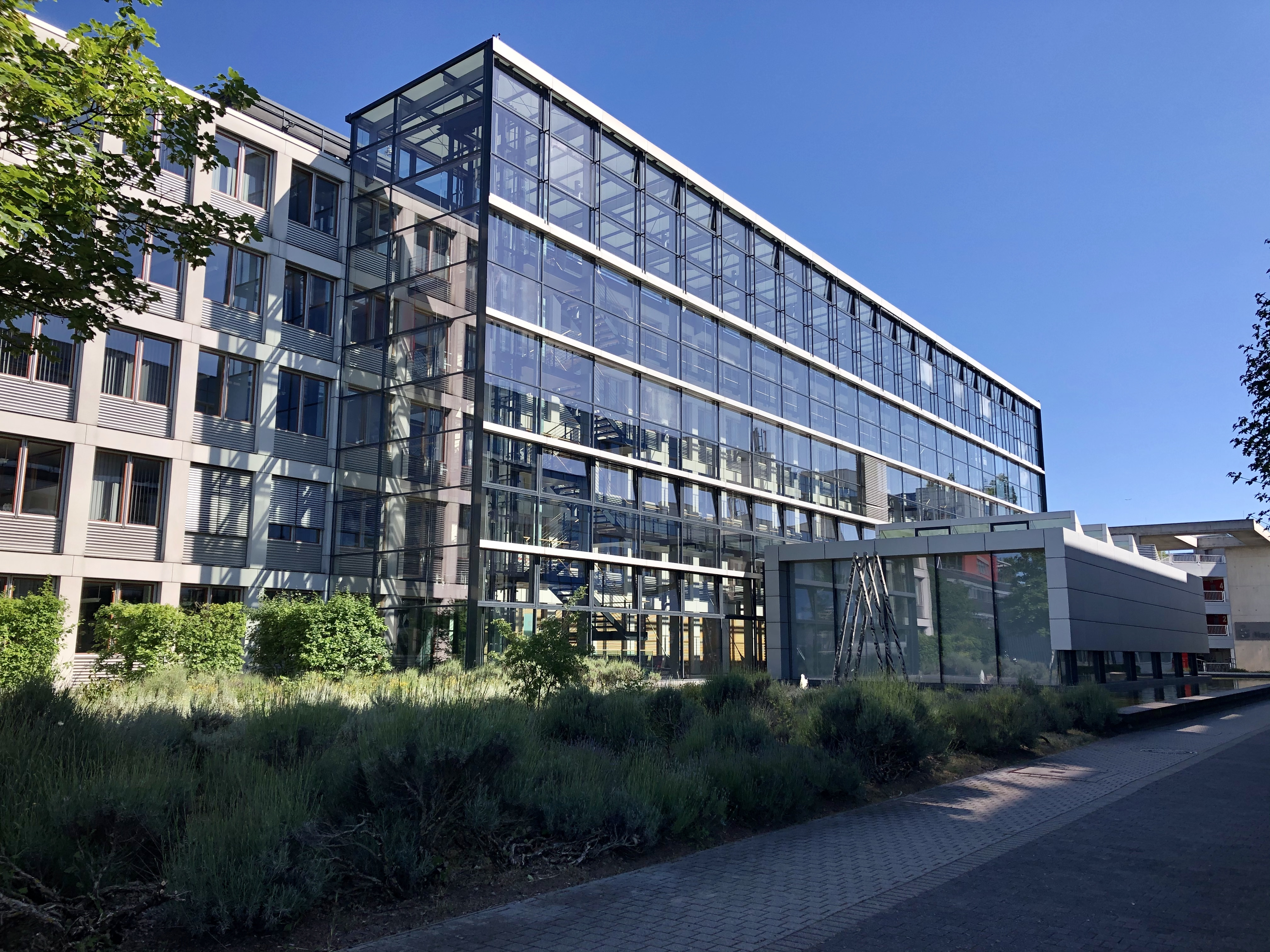
Unternehmenssitz des Sparkassen Brokers in Wiesbaden

Im Sparkassengeschäft verwendet der S Broker die Bankleitzahl 510 510 00.
Das Unternehmen ist Mitglied der Sparkassen-Finanzgruppe und seit 30. Juni 2016 Teil der Deka-Gruppe.

## Gründung
Der Online-Broker wurde am 28. Juni 1999 zunächst als pulsiv AG, Tochter der HSBC Trinkaus, mit Unternehmenssitz in Duisburg gegründet und am 1. April 2001 durch die Sparkassen-Organisation übernommen. Fünf Monate später, am 30. August 2001, erfolgte der erneute Markteintritt unter dem neuen Namen „Sparkassen Broker“. Der Unternehmenssitz wurde im Zuge dessen nach Wiesbaden verlegt.

## Einlagensicherung
Der Sparkassen Broker ist dem institutsbezogenen Einlagensicherungssystem der Sparkassen-Finanzgruppe angeschlossen.